# Elhaida Dani
Elhaida Dani (ur. 17 lutego 1993 w Szkodrze) – albańska piosenkarka.
Zwyciężczyni telewizyjnych talent shows: czwartej edycji Akademia e Yjeve (2009), dziewiątej edycji Top Fest (2012) i pierwszej edycji The Voice of Italy (2013). Laureatka 53. edycji Festivali i Këngës (2014). Reprezentantka Albanii w 60. Konkursie Piosenki Eurowizji (2015).

## Życiorys
Urodziła się w Szkodrze. W wieku sześciu lat zaczęła naukę gry na fortepianie. 
W 2008 wzięła udział w festiwalu muzycznym Kënga Magjike, podczas którego zaprezentowała utwór „Fjala e fundit”. W 2009 zwyciężyła w finale czwartej edycji programu Akademia e Yjeve. Po udziale w konkursie wyruszyła w trasę koncertową po krajach bałkańskich. W 2011 zwyciężyła z utworem „Si asnjëherë” w kategorii młodzieżowej na festiwalu muzycznym Sunčane Skale w Hercegu Novim. W 2012 z piosenką „Mijëra vjet” została finalistką 50. edycji Festivali i Këngës.
Na początku 2012 nawiązała współpracę z wytwórnią Threedots Music Albania, pod której szyldem wydała singiel „S'je më”. Z piosenką zwyciężyła w finale dziewiątej edycji konkursu Top Fest. Po udziale w kilku krajowych i regionalnych konkursach muzycznych przeprowadziła do Rzymu w celu wzięcia udziału w przesłuchaniach do pierwszej edycji lokalnej wersji formatu The Voice – The Voice of Italy. Ostatecznie zwyciężyła w finale programu po zdobyciu ok. 70% głosów telewidzów. Po udziale w programie wydała pod szyldem wytwórni Universal Music Italy swoją debiutancką minipłytę, zatytułowaną po prostu Elhaida Dani.

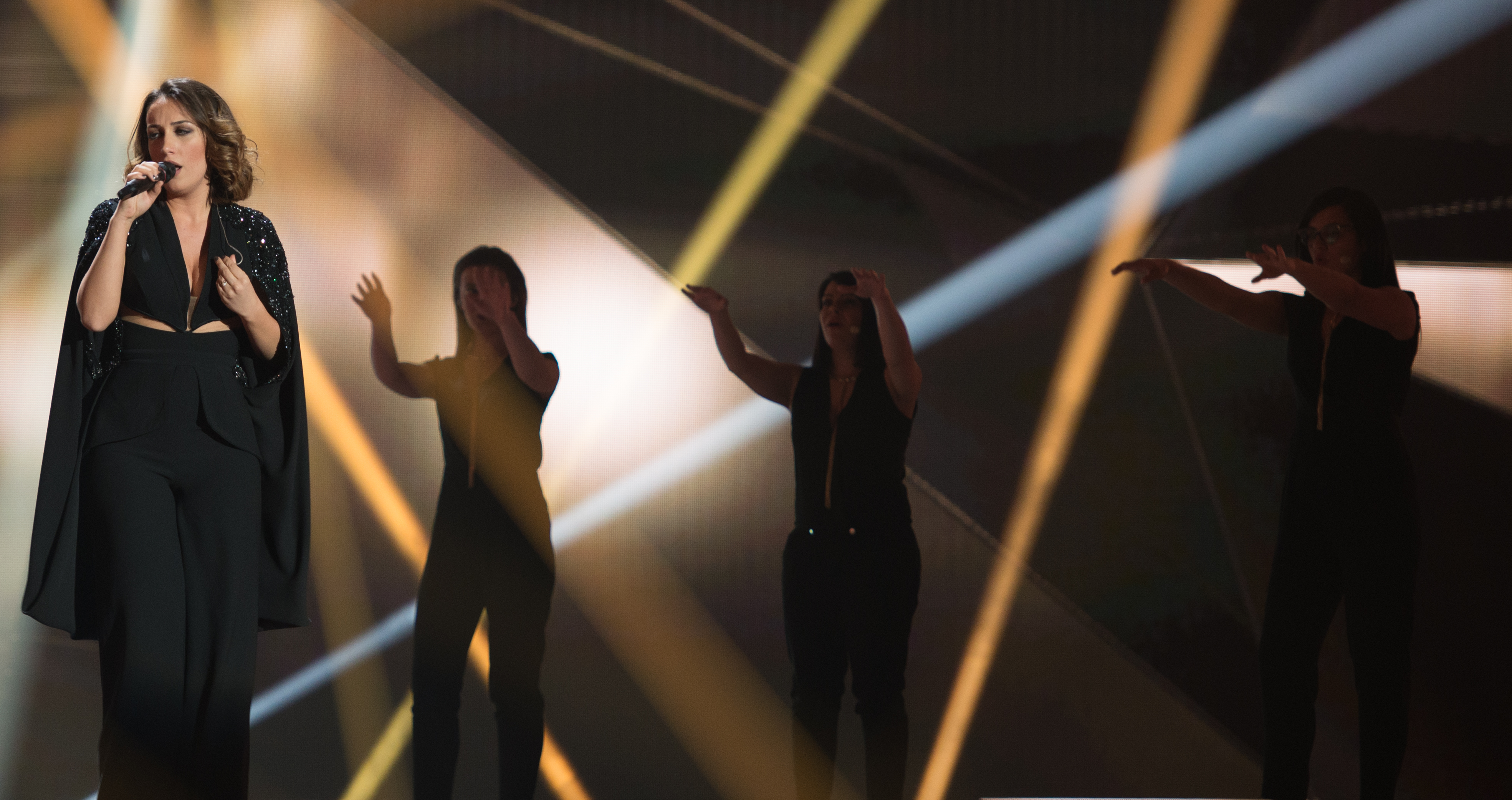
Dani w 60. Konkursie Piosenki Eurowizji (2015)

W grudniu 2014 z utworem „Diell” zwyciężyła w finale 53. Festivali i Këngës, dzięki czemu zdobyła możliwość reprezentowania Albanii podczas 60. Konkursu Piosenki Eurowizji w Wiedniu w 2015. W lutym 2015 poinformowała, że podczas konkursu nie zaśpiewa zwycięskiego utworu z powodu „nieodwołalnej decyzji” dotyczącej wycofania się z projektu kompozytora „Diell” z powodów „prywatnych”. Do konkursu przystąpiła z piosenką „I’m Alive”, którą napisał kosowski duet Arber Elshani i Chriss Lekaj; zajęła 17. miejsce. W czerwcu tego samego roku premierę miał utwór „The Otherside”, który Dani nagrała we współpracy z innymi uczestniczkami Konkursu Piosenki Eurowizji – Stephanie Topalian i Tamar Kaprelian, Marią Eleną Kiriaku i Eliną Born.

## Dyskografia
Minialbumy (EP)
- Elhaida Dani (2013)